# Легка атлетика на літніх Олімпійських іграх 2008 — потрійний стрибок (жінки)
Змагання у потрійному стрибку серед жінок на Літніх Олімпійських іграх 2008 у Пекіні проходили 15 та 17 серпня на Пекінському національному стадіоні.

## Медалісти
| Золото                    | Срібло                  | Бронза                    |
| Франсуаз Мбанґо · Камерун | Тетяна Лебедєва · Росія | Хрисопії Деветзі · Греція |

## Кваліфікація учасників
Національний олімпійський комітет (НОК) кожної країни мав право заявити для участі у змаганнях не більше трьох спортсменів, які виконали норматив А (14,20 м) у кваліфікаційний період з 1 січня 2007 року по 23 липня 2008 року. Також НОК міг заявити не більше одного спортсмена з тих, хто виконав норматив У (14,00 м) за той же період. Кваліфікаційні нормативи були встановлені ІААФ.

## Рекорди
Дані наведені на початок Олімпійських ігор. 
| Світовий рекорд     | Інеса Кравець (Україна) | 15,50 м | Гетеборг (Швеція) | 10 серпня 1995 року |
| Олімпійський рекорд | Інеса Кравець (Україна) | 15,33 м | Атланта (США)     | 31 липня 1996 року  |

За підсумками змагань Франсуаз Мбанґо встановила новий олімпійський рекорд.

## Змагання
Для потрапляння у фінал спортсменкам необхідно у кваліфікації показати результат не гірший за 14,45 метрів. У фінал потрапляють мінімум 12 атлеток. Якщо кількість тих, хто виконав кваліфікацію, більша, то у фінал потрапляють усі спортсменки, які виконали кваліфікацію. У тому випадку, якщо кількість тих, хто виконав кваліфікацію, менш як 12, то спортсменки відбираються у фінал за найкращим результатом. У фіналі після перших трьох спроб участь продовжують вісім найкращих спортсменок.
Результати вказано в метрах. Також використані такі скорочення:
- OR — олімпійський рекорд
- AR — рекорд Африки, Азії
- NR — національний рекорд
- SB — найкращий результат у сезоні
- Q — виконаний кваліфікаційний норматив
- q — кваліфікований за найкращим результатом серед тих, хто не виконав кваліфікаційний норматив
- DNS — не стартувала
- NM — немає жодної залікової спроби
- Х — заступ

### Кваліфікація
| Місце | Спортсмен               | 1     | 2     | 3     | Результат | Примітки |
| ----- | ----------------------- | ----- | ----- | ----- | --------- | -------- |
| 1.    | Яргеліс Савін           | 14,37 | 14,99 | —     | 14,99     | Q        |
| 2.    | Вікторія Гурова         | 14,44 | 14,78 | —     | 14,78     | Q        |
| 3.    | Ольга Рипакова          | 14,64 | —     | —     | 14,64     | Q, SB    |
| 4.    | Ганна П'ятих            | x     | 14,45 | x     | 14,45     | Q        |
| 5.    | Марія Шестак            | x     | 14,44 | x     | 14,44     | q        |
| 6.    | Біляна Топіч            | x     | 14,11 | 14,14 | 14,14     |          |
| 7.    | Тереза Нзола Месо Ба    | 14,11 | 14,11 | 13,98 | 14,11     |          |
| 8.    | Мейбл Гай               | x     | x     | 14,09 | 14,09     |          |
| 9.    | Карлота Кастрехана      | 14,02 | х     | x     | 14,02     |          |
| 10.   | Світлана Мамєєва        | 13,73 | 13,89 | 14,01 | 14,01     |          |
| 11.   | Магделін Мартінес       | x     | 14,00 | 13,77 | 14,00     |          |
| 12.   | Кароліна Клюфт          | 13,60 | x     | 13,97 | 13,97     |          |
| 13.   | Гіта Додового           | x     | 13,47 | 13,53 | 13,53     |          |
| 14.   | Еріка Ешлі Маклейн      | x     | 13,52 | —     | 13,52     |          |
| 15.   | Олена Парфенова         | 13,46 | х     | 13,38 | 13,46     |          |
| 16.   | Чіноньєлум Піус Охадуга | 12,92 | 12,86 | 13,29 | 13,29     |          |
| 17.   | Ксенія приймання        | 13,08 | 12,79 | x     | 13,08     |          |
|       | Атанасія Перрі          | x     | x     | х     | NM        |          |

| Місце | Спортсмен            | 1     | 2     | 3     | Результат | Примітки |
| ----- | -------------------- | ----- | ----- | ----- | --------- | -------- |
| 1.    | Хрисопії Деветзі     | 14,92 | —     | —     | 14,92     | Q        |
| 2.    | Тетяна Лебедєва      | 14,55 | —     | —     | 14,55     | Q        |
| 3.    | Франсуаз Мбанґо      | 14,50 | —     | —     | 14,50     | Q        |
| 4.    | Ольга Саладуха       | 14,46 | —     | —     | 14,46     | Q        |
| 5.    | Се Лімей             | 13,38 | 14,27 | 14,01 | 14,27     | q        |
| 6.    | Кайрі Лейбак         | 14,19 | 14,07 | x     | 14,19     | q        |
| 7.    | Тріше-Кайе Сміт      | 14,18 | x     | x     | 14,18     | q, SB    |
| 8.    | Аделіна Гаврило      | 13,98 | 13,71 | 13,55 | 13,98     |          |
| 9.    | Яріанна Мартінес     | 13,76 | 13,96 | 13,83 | 13,96     |          |
| 10.   | Байя Рауль           | 13,80 | 13,57 | 13,87 | 13,87     |          |
| 11.   | Жізель де Олівейра   | х     | 13,81 | x     | 13,81     |          |
| 12.   | Лілія Кулик          | 13,53 | 13,66 | 13,39 | 13,66     |          |
| 13.   | Шейні Маркс          | 13,20 | 13,44 | x     | 13,44     |          |
| 14.   | Анастасія Журавльова | 13,36 | х     | x     | 13,36     |          |
| 15.   | Ірина Литвиненко     | x     | 12,92 | 12,91 | 12,92     |          |
|       | Яміле Алдама         | x     | x     | x     | NM        |          |
|       | Мартіна Шестакова    | x     | x     | x     | NM        |          |
|       | Дана Велдакова       | x     | x     | x     | NM        |          |

### Фінал
| Місце | Спортсмен        | 1     | 2     | 3     | 4     | 5     | 6     | Результат | Примітки |
| ----- | ---------------- | ----- | ----- | ----- | ----- | ----- | ----- | --------- | -------- |
| 1.    | Франсуаз Мбанґо  | 15,19 | 15,39 | x     | 14,82 | x     | 14,88 | 15,39     | OR, AR   |
| 2.    | Тетяна Лебедєва  | 15,00 | 15,17 | 15,32 | 14,40 | х     | x     | 15,32     | SB       |
| 3.    | Хрисопії Деветзі | 14,96 | 15,23 | x     | x     | x     | x     | 15,23     | SB       |
| 4.    | Ольга Рипакова   | x     | 14,83 | 14,93 | 15,03 | 15,11 | x     | 15,11     | AR       |
| 5.    | Яргеліс Савін    | x     | 14,87 | 14,77 | 15,05 | x     | 14,91 | 15,05     |          |
| 6.    | Марія Шестак     | 15,03 | 14,65 | x     | 14,46 | 14,47 | 14,75 | 15,03     | NR       |
| 7.    | Вікторія Гурова  | 14,38 | 14,04 | 14,77 | x     | 14,65 | x     | 14,77     |          |
| 8.    | Ганна П'ятих     | 14,67 | 14,73 | 14,57 | х     | 14,67 | 14,28 | 14,73     |          |
| 9.    | Ольга Саладуха   | 12,78 | 14,70 | 11,29 |       |       |       | 14,70     |          |
| 10.   | Кайрі Лейбак     | 12,19 | 14,13 | x     |       |       |       | 14,13     |          |
| 11.   | Тріше-Кайе Сміт  | 14,12 | 13,75 | x     |       |       |       | 14,12     |          |
| 12.   | Се Лімей         | 14,09 | 13,94 | 13,67 |       |       |       | 14,09     |          |